# Heřmanický rybník (přírodní památka)
Heřmanický rybník je přírodní památka a evropsky významná lokalita v rámci soustavy chráněných území Natura 2000, kterou tvoří pět rybníků – Heřmanický rybník, Lesník, Záblatský, Figura a Nový stav s rozsáhlými porosty rákosin eutrofních stojatých vod a přilehlými, druhově chudými mokřadními vlhkými pcháčovými loukami. Nachází se v Ostravě (Heřmanice), v Bohumíně (Vrbice, Nový Bohumín a Záblatí) a v Rychvaldu.
Od roku 1972 slouží Heřmanický rybník jako dávkovací nádrž slaných důlních vod. Voda je silně mineralizovaná a obsahuje vysoké množství bóru a jodu.
Předmětem ochrany je čolek velký. Heřmanický rybník patří mezi jednu z nejvýznamnějších ornitologických lokalit na území Česka. Vyskytuje se zde přes 250 druhů ptáků včetně zvláštně chráněných druhů jako je bukač velký, ledňáček říční, slavíček modráček a další.[zdroj?]
Celková plocha biotopu činí 107,3 hektarů a nachází se v nadmořské výšce 201–222 metrů.

## Historie
Rybník byl založen v 16. století. V šedesátých letech 20. století došlo k technickým úpravám. Od roku 1972 slouží jako dávkovací nádrž slaných důlních vod, které jsou postupně odváděny do řeky Odry. V důsledku intenzivní důlní činnosti je oblast rybníka poddolována. Poklesy půdy jsou patrné nejen v samotném rybníku, ale také v jeho okolí, což vede k pravidelnému zaplavování půdy vodou. Tím, že dochází k pravidelným poklesům dna, se stává rybník neslovitelný.

## Přírodní poměry
Heřmanický rybník se nachází v široké nivě řeky Odry na rovině mezi Ostravou, Bohumínem a Rychvaldem. Západně od rybníku se nachází bývalý Důl Heřmanice, k jehož areálu patří také uměle vytvořená Halda Heřmanice.

### Geologie
Dle geologického členění patří tato oblast ke karpatské neogenní předhlubni. Usazeniny jsou fluviální a deluviofluviální sedimenty holocenního stáří a eolické sedimenty spadající do období pleistocénu. Na území lze nalézt také uloženiny svrchního karbonu (hlušina).

### Geomorfologie
Heřmanický rybník se nachází v pravobřežní nivě řeky Odry. Geomorfologicky spadá do celku Ostravské pánve, podcelků Ostravské roviny a Ostravské plošiny, okrsků Ostravské nivy a Orlovské plošiny. Území se nachází v nadmořské výšce 201–222 metrů.
Uměle vytvořený profil se skládá z navážek různého materiálu, odvalové hlušiny či stavební suti, jejichž mocnost může přesahovat dva metry. Svrchní část do 0,5 metru tvoří písčité, slabě jílovité hlíny, které jsou bohatě prokořeněny. Obecně se jedná o krajinu rovinného typu.

### Pedologie
Převažují glejové fluvizemě, gleje a na zamokřených částech půdy močálové. Nevyvinuté antropogenní půdy se vyskytují na umělých navážkách.

### Hydrologie
Jedná se o nádrž sloužící k zadržování důlních vod s rozsáhlými plochami rákosin. Voda je silně mineralizovaná, charakteristickými prvky jsou jod a bór. Část objemu je také tvořena povrchovými technickými vodami, které jsou získávány z okolních dolů, výluhů lokálních hald či navážek odpadů různého charakteru. Maximálně naměřená hodnota salinity v letech 2003 až 2004 byla 2,63 mg/l. Rybniční soustava je silně eutrofní s rozsáhlými porosty rákosu. Celková plocha biotopu činí 107,3 hektarů, což je rozloha na území Slezska zcela výjimečná.

### Flóra
Z fytogeografického členění leží území v oblasti mezofytika v obvodu Karpatské mezofytikum a okresu Ostravská pánev. Plošně tvoří rákosiny na Heřmanickém rybníku až 47,3 hektarů.
Skladba lesa Heřmanického lesa je tvořena vrbovou olšinou (60 % olše, 30 % vrby, 10 % topoly) a jilmovým luhem. Vrbová olšina, která zaujímá 99, 4 % celkového podílu území, se skládá z 60 % z olše 30 % vrby a 10 % tvoří topoly. Jilmový luh tvoří necelé 1% území a do tohoto typu lesního porostu spadá dub letní, jilmy, jasan ztepilý, habr obecný, lípy a javory.
Nedaleko komunikace se nachází příkop tzv. kanál Razovec, který je pokryt ze 40 % rákosem a je oddělen valem od zbylé plochy. Tuto plochu představují mokřady s porosty rákosu, orobince, zblochanu, ostřic a sítin. 

### Vyšší houby (makromycety)
V létě se zde nachází velké množství kozáků např. kozák habrový (Leccinum pseu- doscabrum), k. šedohnědý (L. brunneogriseolum) a k. šedozelený (L. variicolor) i křemenáčů jako je k. březový (Leccinum versipelle), k. krvavý (L. aurantiacum) a k. osikový hnědý (L. rufum var. decipiens). Ve velkém množství se zde nachází také jedovatý pestřec obecný (Scleroderma citrinum) či čechratka podvinutá (Paxillus involutus). 
V areálu Heřmanického rybníku se nacházejí mimo jiné také zimní houby konkrétně penízovka sametonohá (Flammulina velutipes), během mírných zim se zde vyskytuje také ohnivec rakouský (Sacroscypha austriaca) či ucho Jidášovo (Auricularia auricu- la-judae).
Na jaře jsou velmi nápadné závojenky podtrnky (Entoloma clypeatum), čirůvky májovky (Calocybe gambosa), hnojníky obecné (Coprinus comatus), h. inkoustové (C. atramentarius), h. třpytivé (C. micaceus) a polničky rané (Agrocybe praecox).

### Fauna
Heřmanický rybník je jednou z nevýznamnějších ornitologických lokalit na území v Česku. Leží na jedné z hlavních migračních tras ptáků. Společně se zachovalým mokřadním ekosystémem a rozsáhlými rákosinami tvoří významnou hnízdní lokalitu. Mezi obratlovci, kteří jsou zastoupeni 331 taxony, zde jasně dominují ptáci (Aves) s 257 druhy, dále zde bylo zjištěno 27 druhů ryb (Actinopterygii), dvanáct taxonů obojživelníků (Amphibia), pět druhů plazů (Reptilia) a třicet druhů savců (Mammalia). Celkově je na seznamu 113 zvláště chráněných a 148 ohrožených taxonů obratlovců.
Vyskytují se zde zvláště chráněné druhy ptáků jako bukáček malý (Ixobrychus minutus), bukač velký (Botaurus stellaris), koliha velká (Numenius arquata), chřástal vodní (Rallus aquaticus), jeřáb popelavý (Grus grus), orel mořský (Haliaeetus albicilla), orlovec říční (Pandion haliaetus), racek černohlavý (Larus melanocephalus), rybák černý (Chlidonias niger), rákosník velký (Acrocephalus arundinaceus), slavík modráček (Luscinia svecica), ledňáček říční (Alcedo atthis) či sýkořice vousatá (Panurus biarmicus). Až 10 % populace sýkořice vousaté se nachází právě v okolí Heřmanického rybníka. Zajímavostí je, že se zde v roce 1895 vyskytovalo hejno plameňáků růžových (Phoenicopterus roseus).
Z výše zmíněných 27 druhů ryb se ve vodách Heřmanického rybníka vyskytuje např. kapr obecný (Cyprinus carpio), bolen dravý (Aspis aspis), slunka obecná (Leucaspius delineatus), lín obecný (Tinca tinca), střevlička východní (Pseudorasbora parva), hrouzek obecný (Gobio gobio), plotice obecná (Rutilus rutilus), ouklej obecná (Alburnus alburnus), cejnek malý (Abramis bjoerkna), karas stříbřitý (C. auratus) či sumec velký (Silurus glanis).
Obojživelníci se zdržují zejména v mokřadních částech areálu Heřmanického rybníka. Představují je konkrétně tyto druhy žab kuňka obecná (Bombina bombina), rosnička zelená (Hyla arborea), ropucha obecná (Bufo bufo), skokan zelený (Rana esculanta), skokan skřehotavý (Rana ridibunda) či skokan ostronosý (Rana arvalis). Dále se zde vyskytuje užovka obojková (Natrix natrix), ještěrka obecná (Lacerta agilis) a ještěrka živorodá (Zootoca vivipara).
V období 2007 - 2009 byl na náhonu mezi Boumínskou a Vrbickou Stružkou byl zjištěn výskyt bobra evropského (Castor fiber). Při návštěvě můžeme narazit také na další druhy hlodavců např. na ondatru pižmovou (Ondatra zibethicus), hraboše polního (Microtus arvalis), hryzce vodního (Arvicola terrestris), myšku drobnou (Micromys minutus), myšici křovinnou (Apodemus sylvaticus) a další.
Ze sudokopytníků většinou narazíme na srnce obecné (Capreolus capreolus) či prase divoké (Sus scrofa).[zdroj?]
Z letounů se zde vyskytují také netopýři, které představují zástupci jako je netopýr vodní (Myotis daubentonii), netopýr večerní (Eptesicus serotinus), netopýr rezavý (Nyctalus noctula) či netopýr ušatý (Plecotus auritus).[zdroj?]

## Ochrana přírody
Předmětem ochrany je čolek velký (Triturus cristatus). Tůně bohaté na vodní vegetaci a bažiny s rozsáhlými rákosinami na okrajích Heřmanického rybníka se staly biotopem celoevropsky chráněného čolka velkého. V roce 2010 bylo průzkumem zjištěno, že početnost druhů je v nižších stovkách jedinců. Pro čolka velkého jsou zásadní nezarybněné mokřady a litorální porosty rybníků sousedních ploch zarostlých dřevinami, které slouží jako zimoviště.
Hlavními problémy z hlediska ochrany přírody jsou rybářství, myslivost a znečištění odpadem.
Negativním vlivem působící na předmět ochrany je postupné zazemňování mokřadních stanovišť a přirozená sukcese související se zánikem míst sloužících k rozmnožování.  Zazemněné tůně je potřeba vyčistit a provést jejich prohloubení. Okolí tůní je nutné prosvětlit vykácením náletových dřevin. Aby byla zajištěna prosperující populace čolka velkého, je nezbytné zvýšit plošné zastoupení mokřadních biotopů s volnou vodní hladinou tzn. zajistit tvorbu nových tůní na potenciálně vhodných místech.
Dále má negativní vliv na čolka velkého v případě velkých vodních nádrží rybí osádka, kdy dochází k predaci čolka rybami, což také nevhodně ovlivňuje kvalitu vody. Tyto nádrže jsou čolky využívány velmi omezeně nebo vůbec. Díky dostatku mokřadních ploch se tento jev daří kompenzovat. Problém však nastává ve chvíli, kdy na zmíněných mokřadech dochází k provozování rybníkářských činností, i když oficiálně nejsou součástí rybářského revíru. V těchto zarybněných mokřadech se čolek velký není schopen rozmnožit. Při obnově či tvorbě nových tůní je nutno zvážit i možnost samovolné kolonizace vodní plochy plevelnými, především invazními druhy ryb. To znamená přizpůsobení hloubky nově budovaných tůni tak, aby alespoň jednou za pár let byly schopny tůně promrznout a došlo k úhynu většiny plevelných druhů ryb.
Negativním důsledkem provozu rybářských posedů je značné množství odpadu (stará prkna, kusy nábytku, umělé hmoty – PVC, PET, rybářské vlasce apod.). Černé skládky výluhem znečišťujících nebo dokonce toxických látek ohrožují vodní prostředí včetně čolka velkého. Skládky je nutno odstranit a zamezit jejich dalšímu zakládání.
V lokalitě se nachází také budova mysliveckého sdružení a na podzim zde probíhají pravidelné hony. Vyvstávajícím problémem intenzivních honů jsou olovněné broky usazující se v sedimentech rybníka, které při pozření vrubozobými ptáky mohou způsobit intoxikaci. Myslivecká činnost však nemá přímý negativní vliv na předmět ochrany.

## Turismus
V roce 2012 zde vznikla naučná stezka Heřmanický rybník, která nabízí trasu o délce tří kilometrů a na ní byla vybudovaná ornitologická pozorovatelna Heřmanický rybník. Po trase je rozmístěno pět informačních tabulí. Začátek trasy je v blízkosti autobusové zastávky MHD U Dvora.
Heřmanický rybník je hojně navštěvován v souvislosti s rybníkářskou činností a sportovním rybolovem. Společně s rybníky Figura a Nový stav je v současné době využíván ke sportovnímu rybolovu. K chovu tržních ryb jsou určeny rybníky Lesník a Záblatský.
Na hladině se nacházejí rybářská místa v podobě posedů rozesetých okolo břehů rybníka. V současné době jich je kolem stovky. Jedná se o chaty postavené na kůlech, k nimž vedou přístupové lávky či zpevněné komunikace.

## Galerie

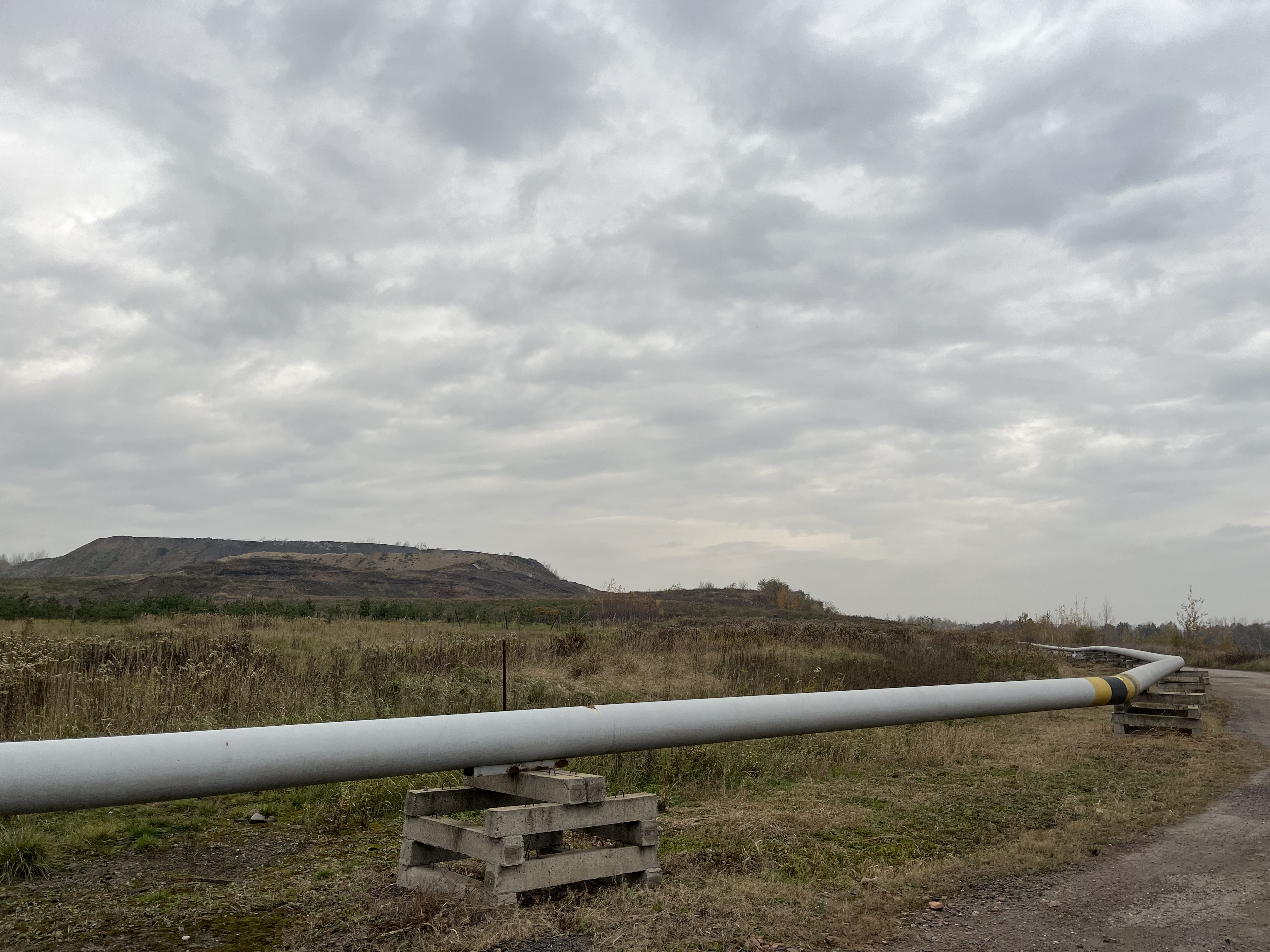
Halda Heřmanice z komunikace vedoucí k bývalému areálu Dolu Heřmanice
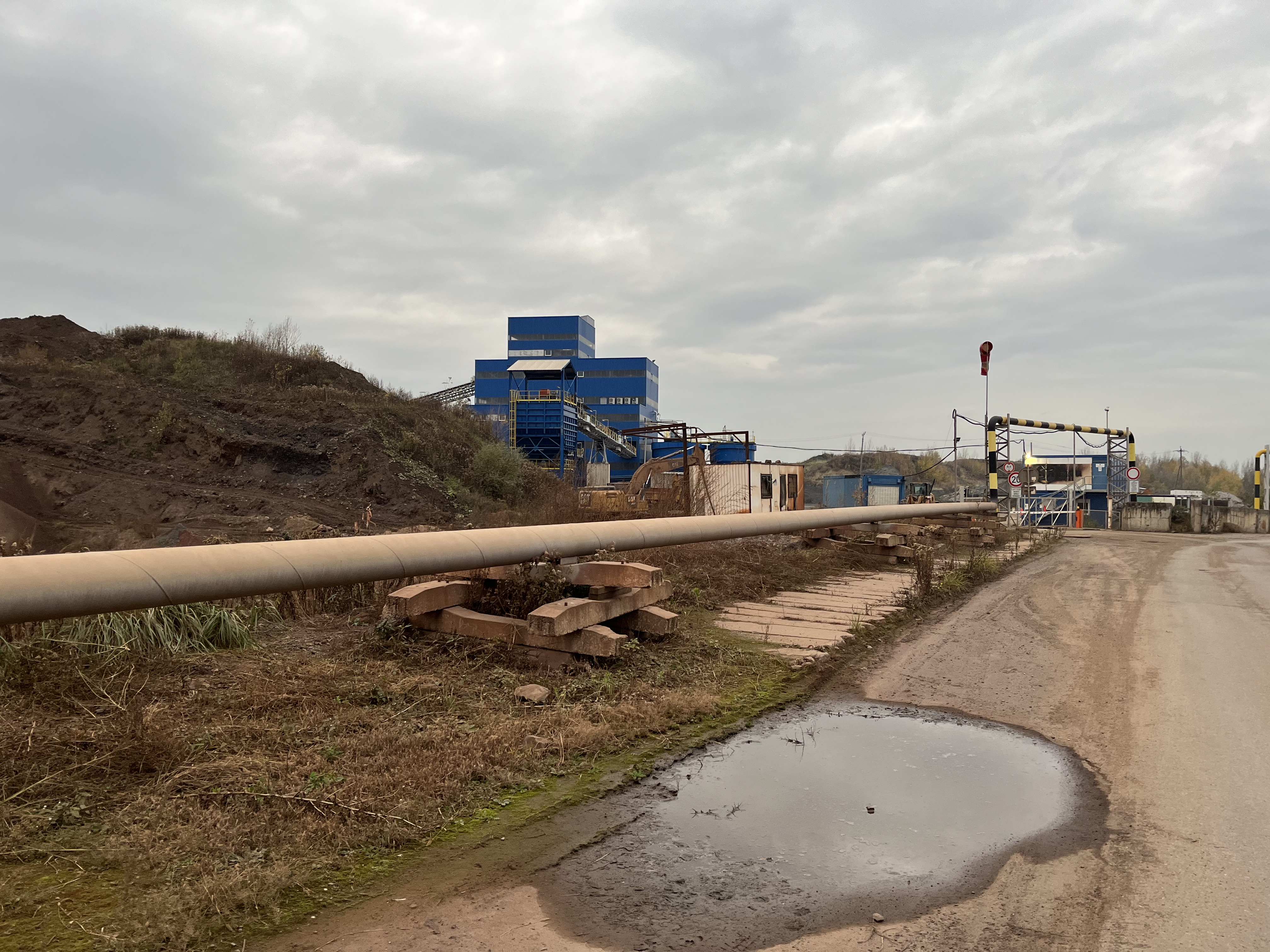
Vchod do areálu bývalého Dolu Heřmanice a pohled na těžební věž
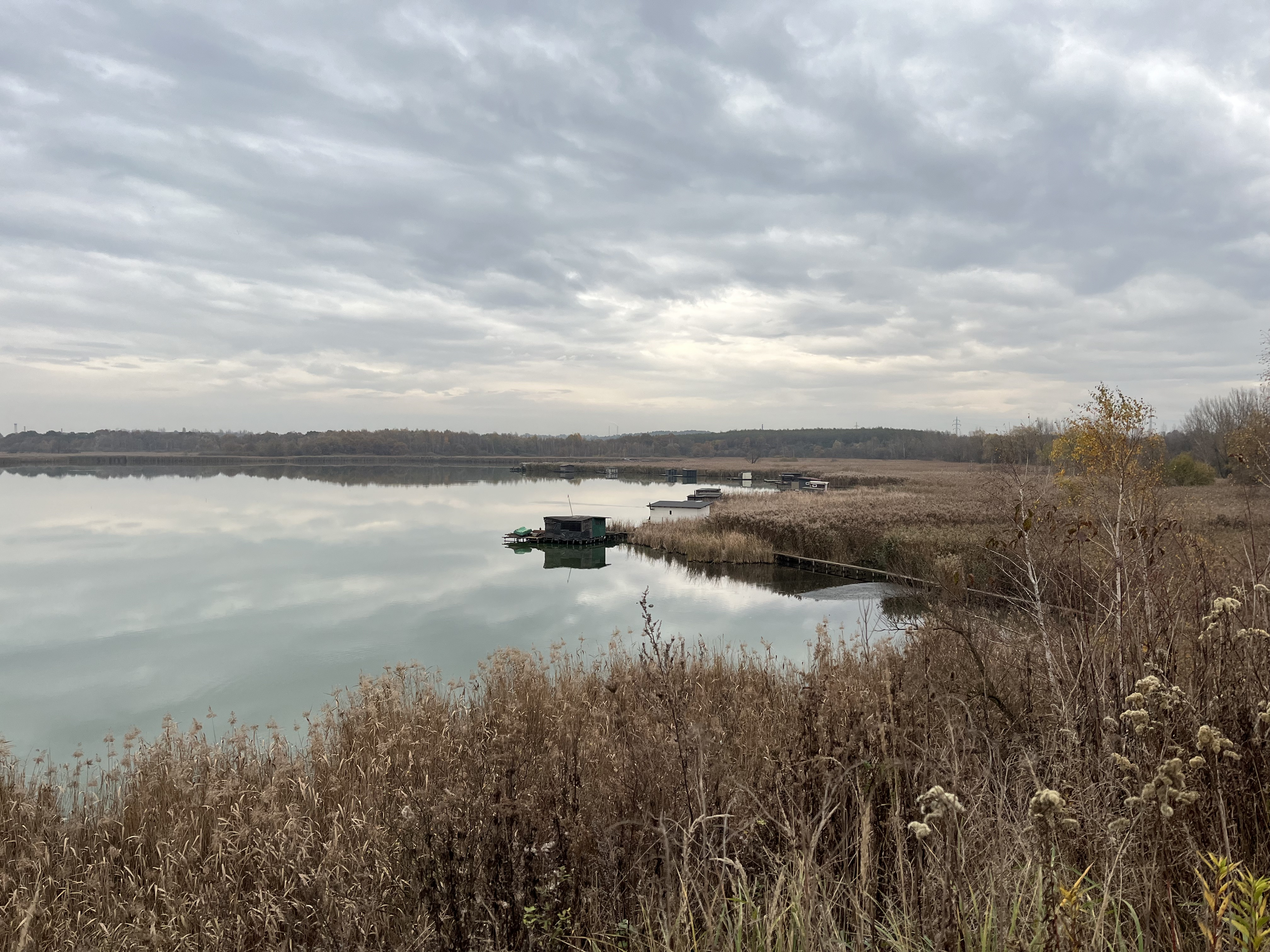
Heřmanický rybník s rybářskými posedy
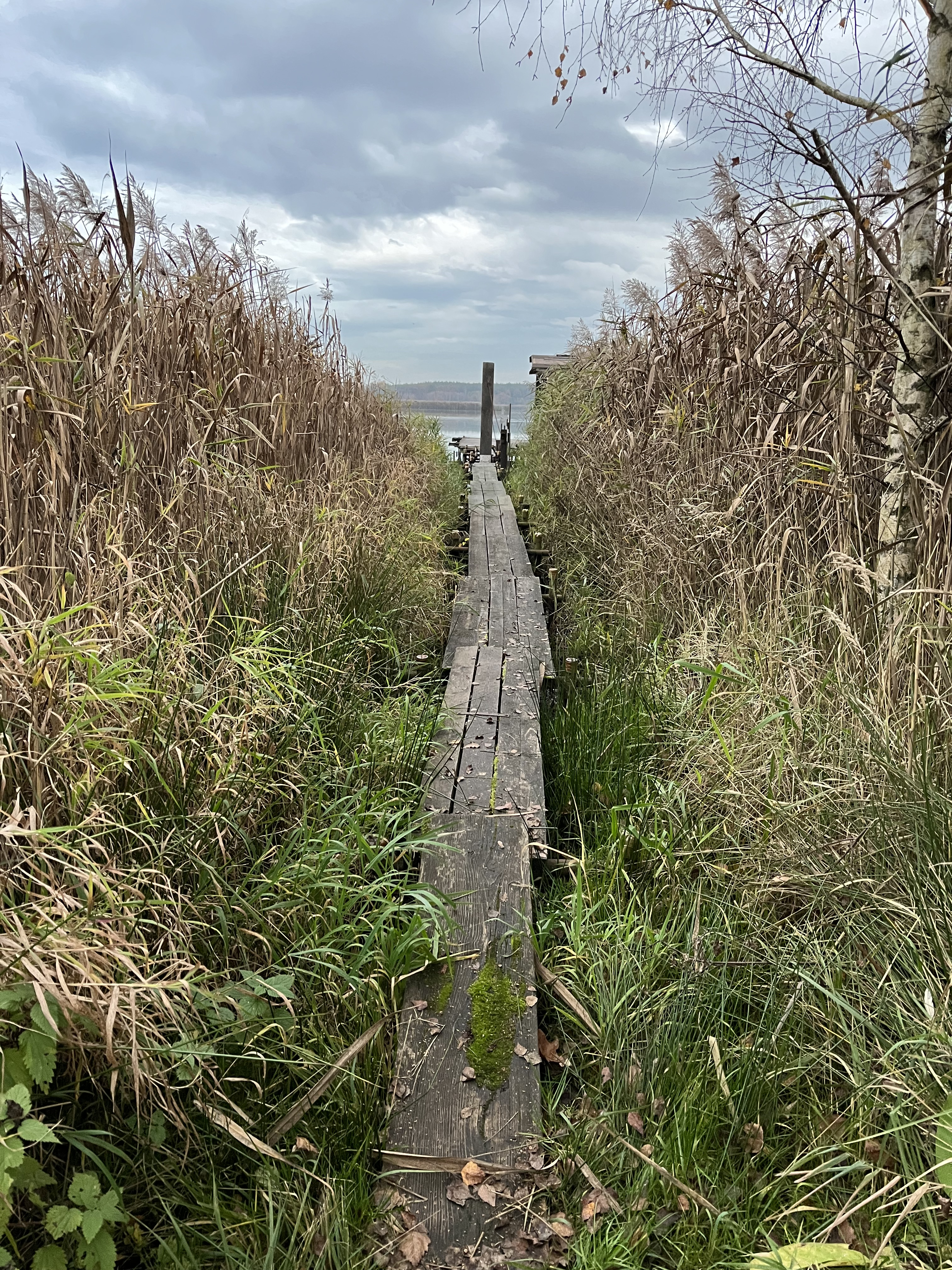
Lávka k rybářských posedům s rozsáhlými rákosinami
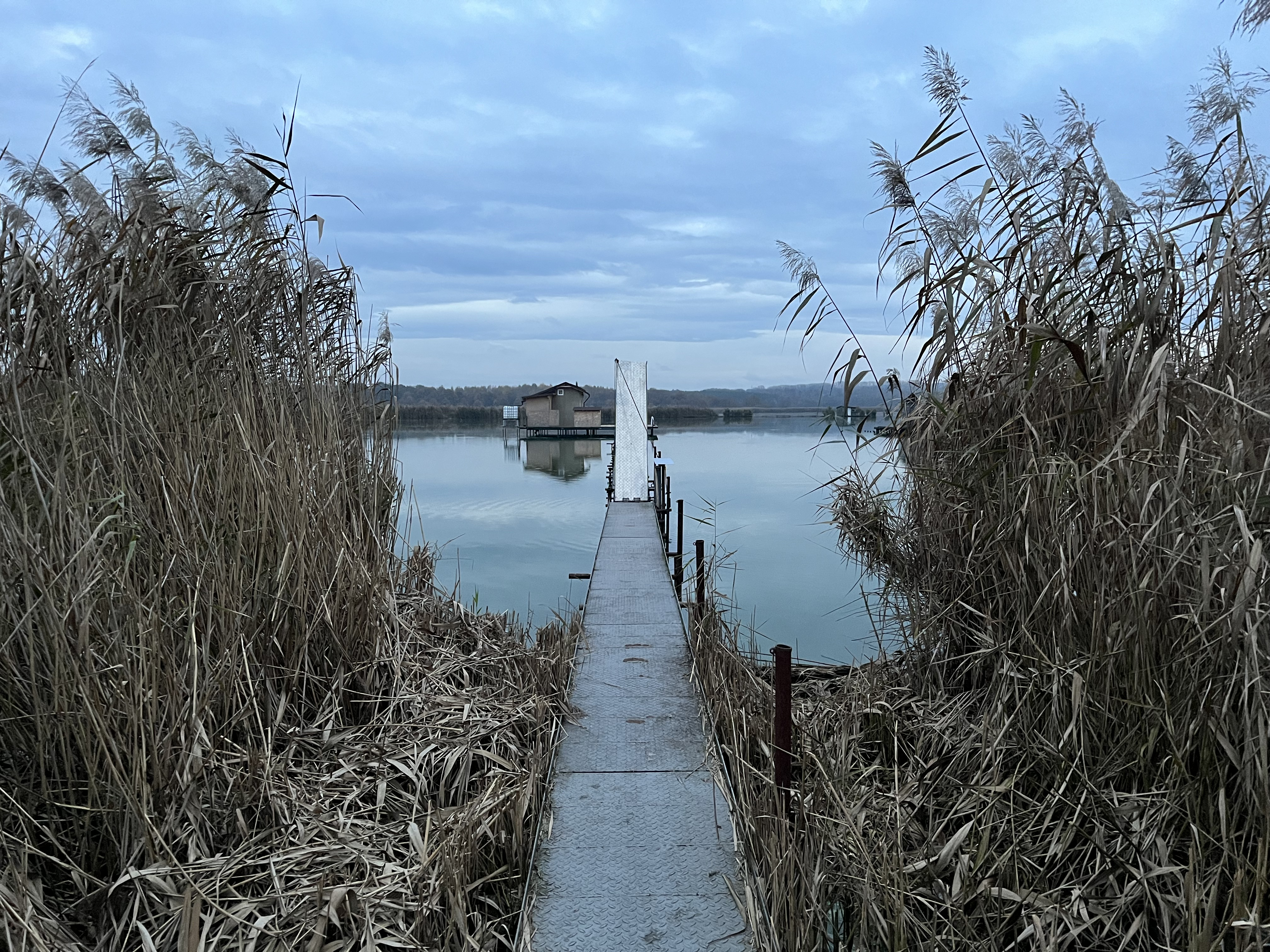
Přístup k rybářskému posedu
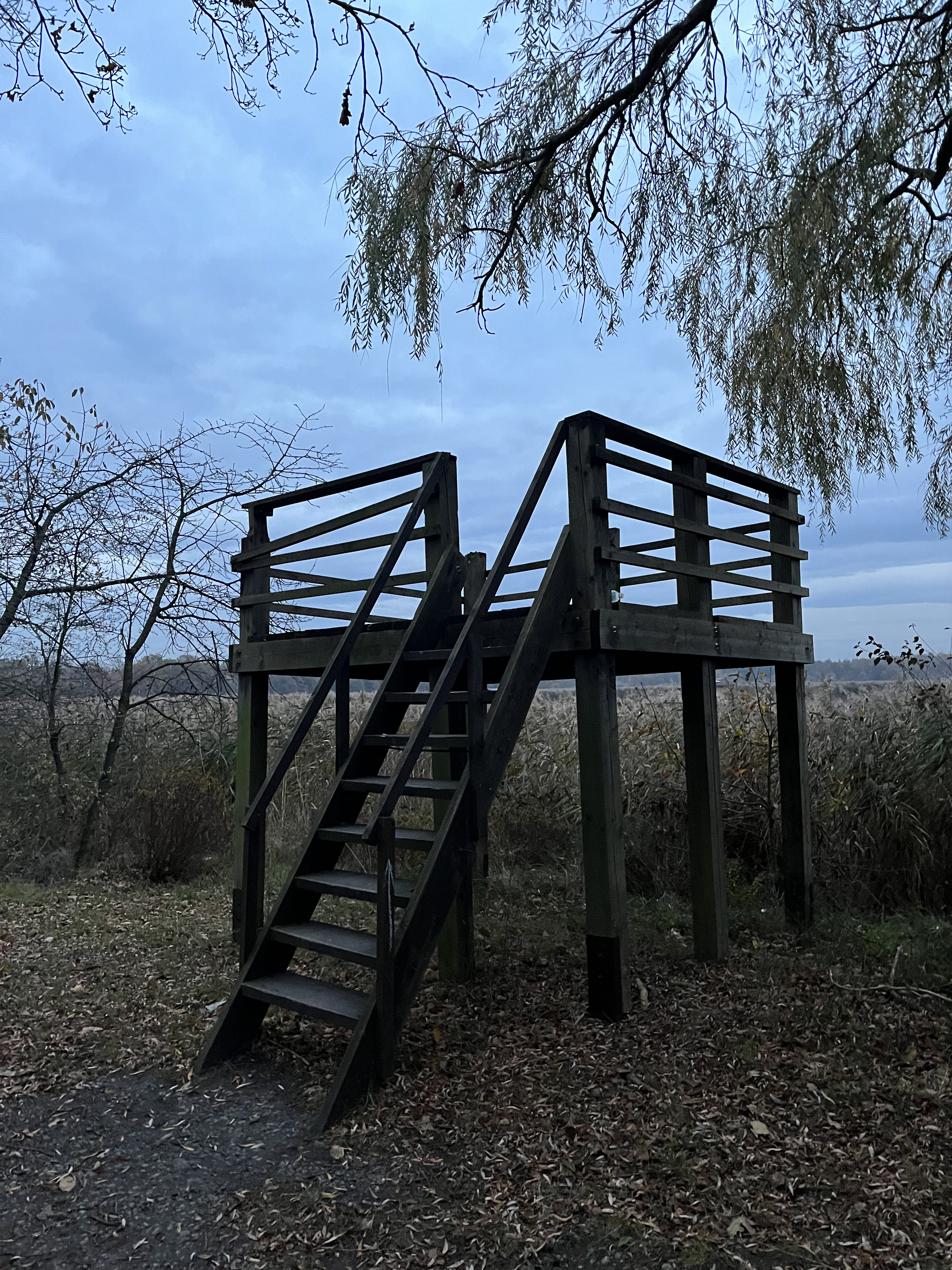
Ptačí pozorovatelna
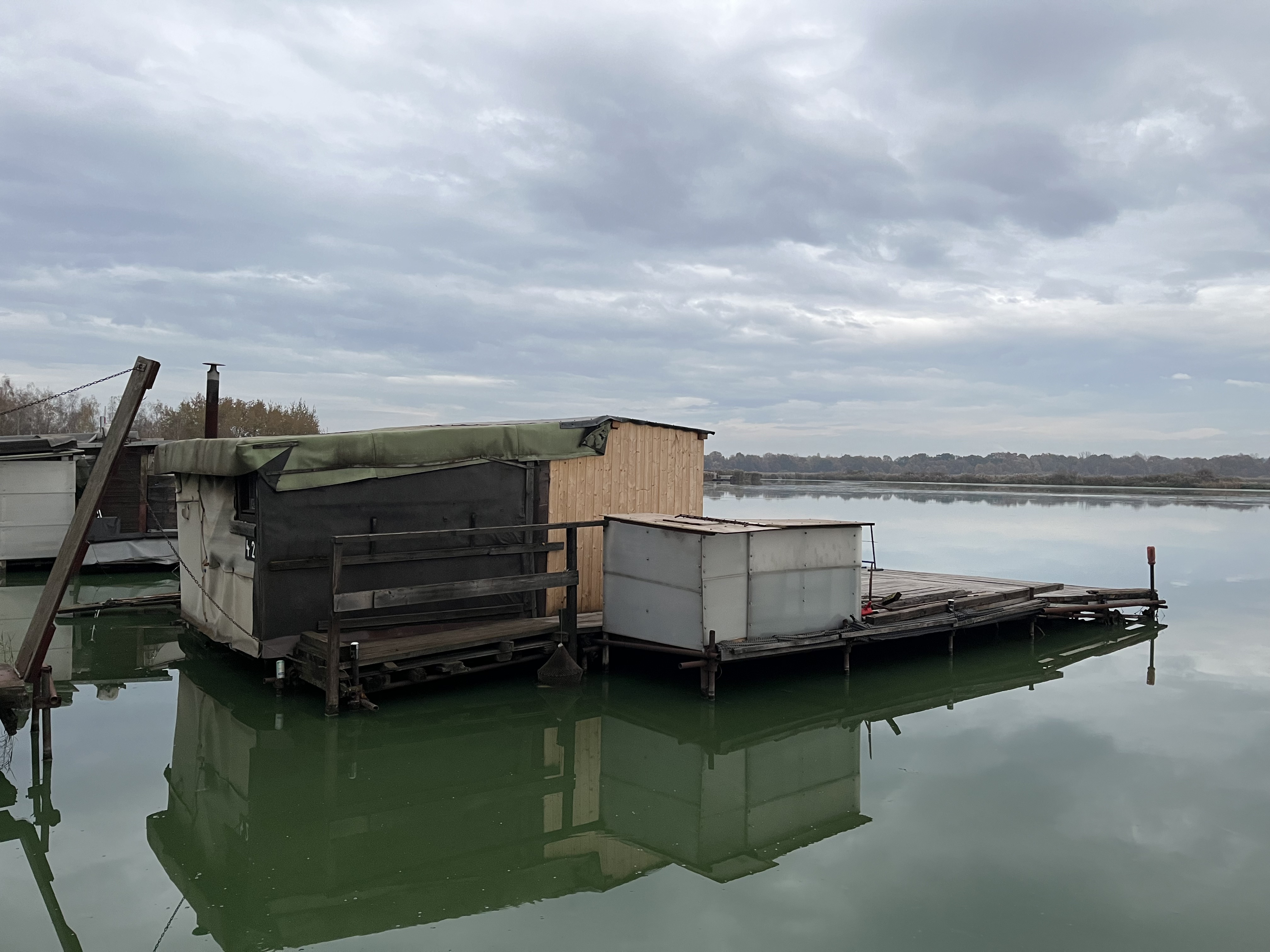
Detailní pohled na rybníkářský posed
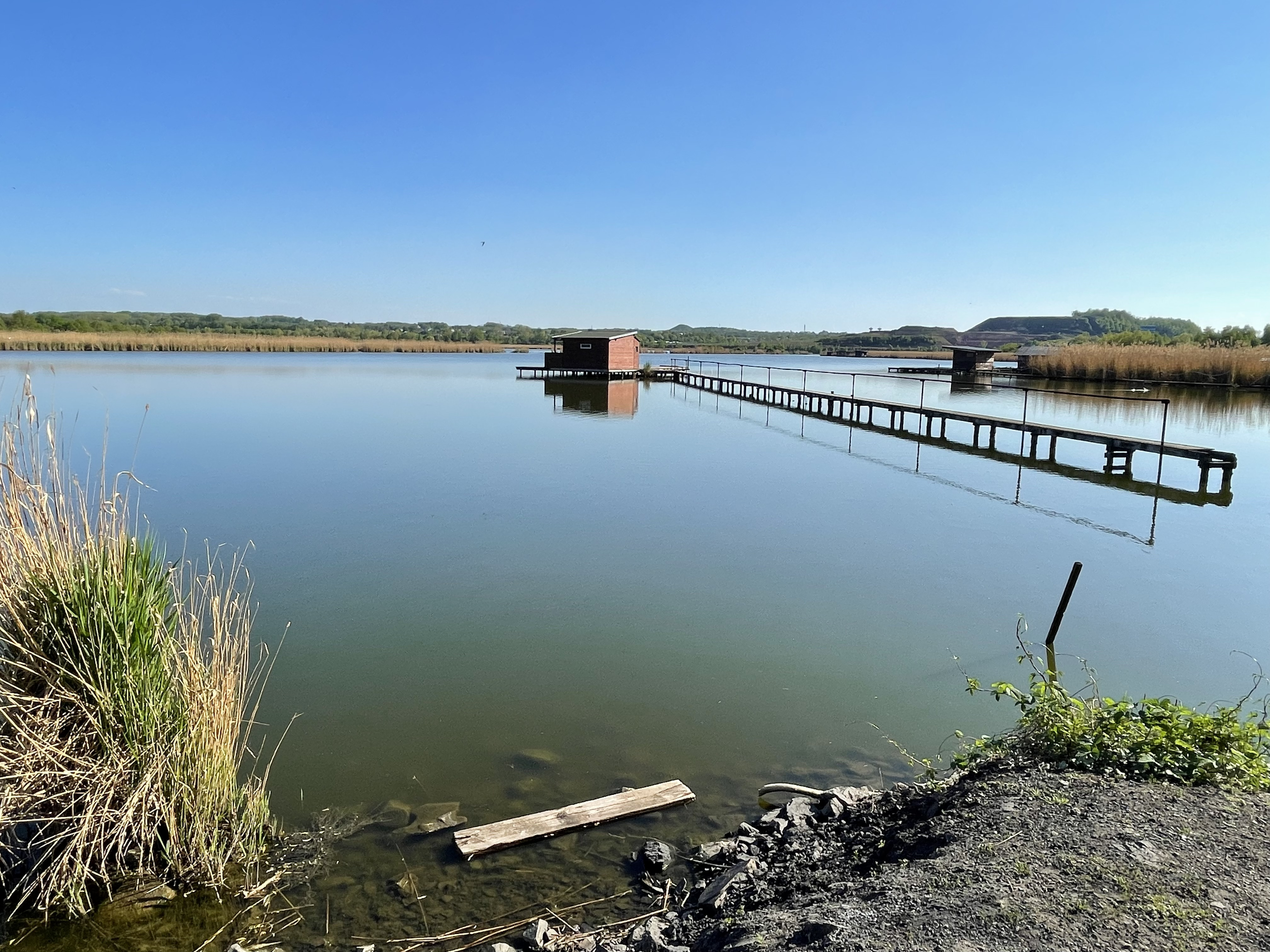
Pohled na Heřmanický rybník a často vyskytující se odpad v podobě dřevěných latěk